# Italiens U/17-fodboldlandshold
Italiens U/17-fodboldlandshold er Italiens landshold for fodboldspillere, som er under 17 år og administreres af Federazione Italiana Giuoco Calcio (FIGC).